# John Moses Browning
John Moses Browning (23 de gener de 1855 – 26 de novembre de 1926) va néixer a Ogden, Utah, va ser un dissenyador d'armes nord-americà, i va dissenyar i desenvolupar moltes varietats d'armes, tant militars com civils, municions i mecanismes de foc, i la majoria encara es fan servir a dia d'avuí a arreu del món. Ell és reconegut com un dels dissenyadors d'armes del segle XX més brillants, en el desenvolupament d'armes automàtiques i semiautomàtiques, i és segur que va crear i patentar unes 128 armes al llarg de la seva vida. Ell va crear la seva primera arma als 13 anys a la tenda d'armes del seu pare, i va ser premiat pel seu pare en rebre la seva primera patent d'una arma al 7 d'octubre de 1879, als 24 anys.
Browning ha influenciat sobre quasi tots els dissenys de totes les categories d'armes que han existit. Ell ha inventat o millorat moltes armes de forrellat, tant fusells com escopetes. Encara que on més va destacar va ser en el disseny i desenvolupament d'armes automàtiques.

## Biografia
Era el fill d'un armer. Browning era membre de l'Església de Jesucrist dels Sants dels Darrers Dies i va servir 2 anys en una missió a Geòrgia a principis del 28 de març de 1887. La seva religió la va “heretar” del seu pare.